# Nukulau
Nukulau ist eine kleine Insel der Fidschi-Inseln innerhalb der Viti-Levu-Gruppe. Sie spielte eine wichtige Rolle in der demographischen und politischen Entwicklung Fidschis in den letzten 160 Jahren. Administrativ gehört sie zur Central Division und hat heute als ehemalige Gefängnisinsel keine feste Besiedlung.

## Geographie
Nukulau liegt südöstlich der Hauptinsel Viti Levu und ist nur zehn Kilometer entfernt von der Hauptstadt Suva.

## Geschichte
1846 erwarb der US-amerikanische Konsul John Brown Williams die Insel für 30 US-Dollar und lebte fortan dort bis zum Jahr 1849. Am 4. Juli dieses Jahres wurde eines seiner Geschäfte während Unabhängigkeitstagsfeiern von Feuer zerstört und seine Habseligkeiten von Ureinwohnern Fidschis gestohlen. Ein zweites Feuer 1855 zerstörte sein Haus. Er machte Seru Epenisa Cakobau, den Vunivalu von Bau (Kriegsherr von Bau) und selbsternannten Tui Viti (König von Fidschi), verantwortlich für seine Ausraubung und verlangte mit Unterstützung der US Navy 43.531 Dollar als Ausgleich für die Verluste Williams’, die auf 5000 Dollar Wert geschätzt wurden. Da Cokabau zahlungsunfähig war und Angst vor einer US-amerikanischen Invasion und Annexion hatte, kam es zu Verhandlungen mit dem Vereinigten Königreich unter Federführung von Hercules Robinson, dem damaligen Gouverneur von New South Wales. Nach einem gescheiterten Versuch der Einführung einer stabilen Konstitutionellen Monarchie unter der möglichen Vormundschaft der Australian Polynesia Company, resultierten die Verhandlungen in einer Abtretung der Inseln an das Vereinigte Königreich, dessen Herrschaft fast ein Jahrhundert andauern würde.
Von 1879 bis 1916 wurde die Insel zur Quarantänestation für tausende von rekrutierten indischen Arbeitern, die von den britischen Kolonialherren hierher gebracht wurden. Nach Gesundheitskontrollen wurden sie sofort auf den Zuckerplantagen Fidschis eingesetzt oder auf den Indischen Subkontinent zurückgebracht.

## Nukulau Prison
Im Jahr 2000 wurde auf der Insel Nukulau ein Gefängnis eröffnet, um dort George Speight und andere politische Gefangene unterzubringen, die beim Putsch von 2000 mitwirkten und den Sturz der Regierung des Premierministers Mahendra Chaudhrys verursachten.
Am 18. Dezember 2006 kündigte Commodore Frank Bainimarama, der militärische Führer Fidschis, an, das Gefängnis zu schließen und die Insel in einen öffentlichen Park zu verwandeln. Laut seinen Aussagen kostete die Einrichtung zu viel und alle Insassen würden in andere Gefängnisse gebracht werden. Das Gefängnis wurde daraufhin am 20. Dezember 2006 geschlossen und am 26. Dezember war es erstmals wieder möglich, die Insel zu besuchen.